# 札幌市立中央中学校
札幌市立中央中学校（さっぽろしりつ ちゅうおうちゅうがっこう）は、北海道札幌市中央区北4条東3丁目にある公立中学校。

## 概要
1968年9月に、札幌市立一条中学校（札幌市南2条東6丁目に所在）と札幌市立陵雲中学校（札幌市北2条西11丁目に所在）が統合し、札幌市立中央中学校として開校。札幌の都心部にあり、校区周辺にはマンション、会社や商業施設が多く立ち並ぶ。
生徒数は、2017年度は331名（10学級、特別支援学級を除く）であったが、2025年度は511名（18学級、特別支援学級を含む）となっており、市内中心部の公立中学校でありながら、ここ数年間で大幅に増加している。校区内に、近年人口の増加が著しい創成川東地区の大半が含まれていることが、背景にあると見られる。

## 沿革

### 札幌市立一条中学校

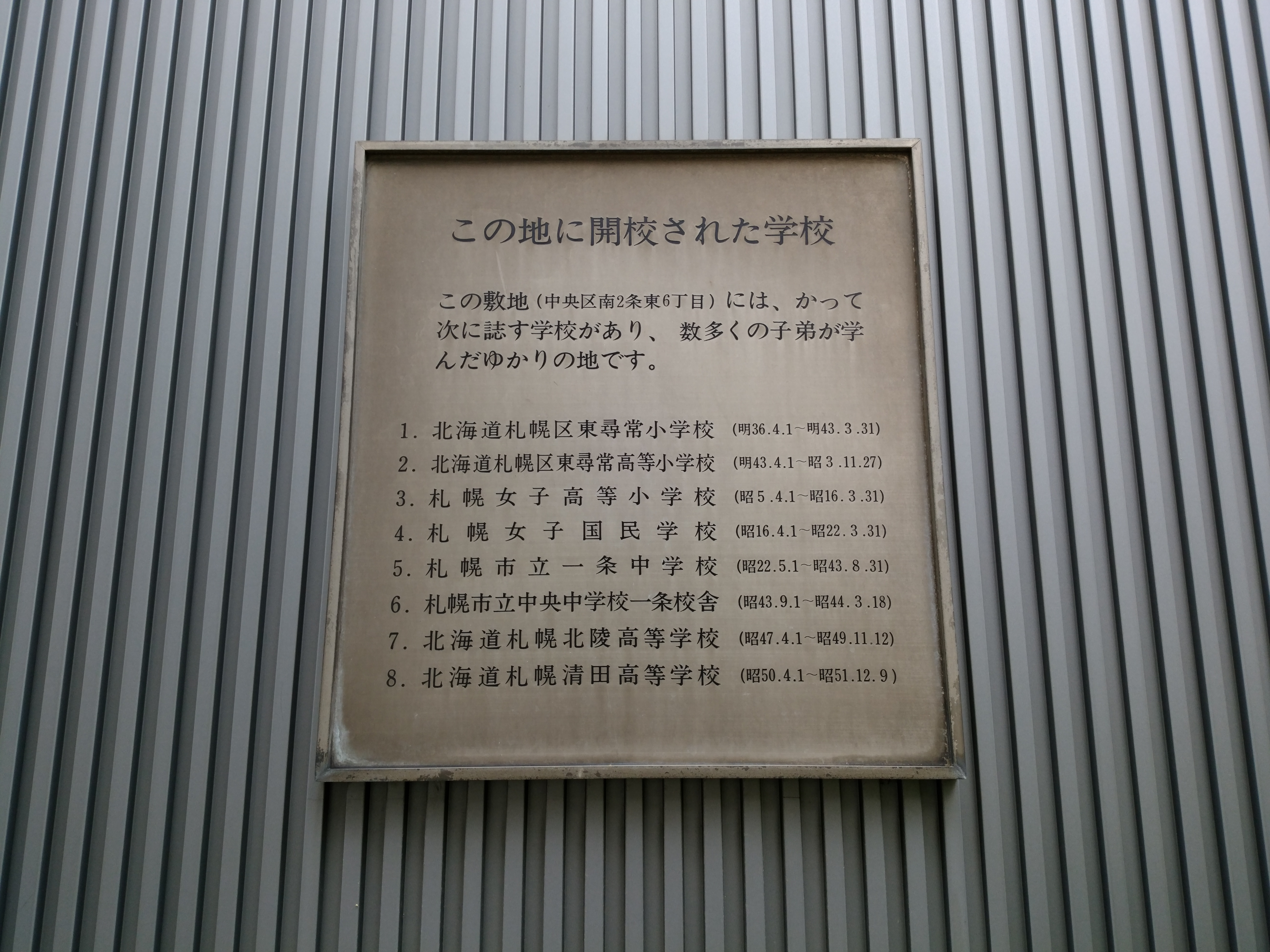
札幌市立一条中学校跡（札幌市中央区南2条東6丁目）

- 1947年5月 - 札幌市立一条中学校（札幌市南2条東6丁目）が、札幌女子国民学校[注釈 1]の木造校舎を利用して開校[5]。
- 1948年3月 - 北海道教育部が民間情報教育局の協力を得て、本校をモデルスクール（実験校）に指定[6]。移動制授業、職員室の廃止、教科別準備室の職員室兼用、5日制授業、研究会の開催、研究叢書の発行、地域即応の指導などを行う[7]。
- 1950年4月 - 北海道立札幌女子高等学校（北2条西11丁目）に併設されていた札幌市立第三中学校が廃校になり、残った生徒を受け入れる[8][注釈 2]。この年、39学級、生徒数2,069名[9]。
- 1952年4月 - モデルスクールの任解かれる[10]。
- 1968年8月 - 閉校[11][12]。

一条中学校の校舎は、1969年3月までは中央中学校一条校舎、その後札幌市役所新庁舎建設中「一条庁舎」となったほか、札幌北陵高等学校の仮校舎、札幌清田高等学校の仮校舎として用いられた後取り壊され、跡地には現在市民ギャラリーとマンションが建っている。

### 札幌市立陵雲中学校
- 1954年4月 - 札幌市立陵雲中学校開校、当初は大通小学校（大通西11丁目）・桑園小学校の一部を借用[18][19]。
- 1954年9月 - 移転した北海道札幌北高等学校跡（北2条西11丁目）の木造校舎に移転[18]。
- 1959年 - 新校舎完成[20]。札幌市内の中学校としては初の鉄筋コンクリート地下1階地上3階建て校舎となった[21]。
- 1968年8月 - 閉校[22][12]。

陵雲中学校の校舎は、1969年3月までは中央中学校陵雲校舎、同年7月に札幌市立大通小学校の移転先となり、2004年に大通小学校廃校の後、2005年度には札幌市立円山小学校の校舎改築中の仮校舎、2008、2009年度には同地に新設された市立札幌大通高等学校の暫定校舎として使われた後、取り壊された。

### 札幌市立中央中学校
- 1968年9月 - 市内中心部のドーナツ化現象に伴う生徒数減少により、一条中学校と陵雲中学校が統合し、札幌市立中央中学校が開校[13]。新校舎が完成するまでの間は、一条校舎と陵雲校舎に分かれて授業を行う[13]。
- 1969年3月 - 現在地に校舎を新築、移転。体育館を校舎の3-4階に設けた[27]。
- 1978年10月 - 開校10周年記念式典[13]
- 1988年11月 - 開校20周年記念式典[13]
- 1997年11月 - 開校30周年記念式典[13]
- 2017年8月 - 新校舎竣工及び旧校舎より移転開始[13]
- 2018年11月 - 開校50周年記念式典[13]

## 学校経営の方針

### 校訓
吾あり 人あり 学びあり

### 教育目標
- 強い意志をもち、豊かな未来を創造する生徒[28]
- 思いやりをもち、人との結び付きを大切にする生徒
- 自ら学び、確かな知恵を身に付ける生徒
- 忍耐強く、たくましい心身を鍛える生徒

## 主な行事
- 4月 - 入学式、着任式
- 5月 - 1年生：校外学習、2年生：宿泊学習、3年生：修学旅行
- 6月
- 7月 - スポーツ大会
- 8月
- 9月
- 10月 - 文化祭、生徒会役員選挙
- 11月 - 合唱祭、進路説明会
- 12月 - 全学年期末懇談会
- 1月
- 2月
- 3月 - 卒業式

## 部活動
- 体育系
  - 野球部[29]
  - サッカー部
  - 男子バスケットボール部
  - 女子バスケットボール部
  - 女子バレーボール部
- 文科系[29]
  - 吹奏楽部
  - 演劇部
  - 美術部

## 通学区域
札幌市中央区
- 大通東1丁目～14丁目、西1丁目～13丁目

- 南1条東1丁目～8丁目、西1丁目～12丁目
- 南2条東1丁目～6丁目、西1丁目～4丁目

- 南3条東1丁目～6丁目、西1丁目～4丁目

- 南4条東1丁目～5丁目

- 南5条東5丁目

- 北1条東1丁目～19丁目、西1丁目～13丁目

- 北2条東1丁目～20丁目、西1丁目～13丁目

- 北3条東1丁目～15丁目、西1丁目～13丁目

- 北4条東1丁目～8丁目、西1丁目～13丁目

- 北5条東1丁目～3丁目、西1丁目～13丁目

- 北6条西10丁目～13丁目

- 北7条西11丁目～13丁目

- 北8条西12丁目～13丁目

- 北9条西13丁目

## 進学前小学校
- 札幌市立中央小学校[31][注釈 3]
- 札幌市立資生館小学校[31][注釈 4]
- 札幌市立桑園小学校[31][注釈 4]
- 札幌市立苗穂小学校[32][33][注釈 5]
- 札幌市立北光小学校[32][33][注釈 6]

## 出来事
- 1971年10月12日 - 理科準備室から塩素酸カリ、二酸化マンガン、硫酸、硝酸等が盗まれる事件が発生。過激派が爆弾闘争に用いる可能性があるとして警察による捜査が行われた[34]。

## その他
- 本校では、毎年修学旅行から列車で帰校する3年生の生徒を、校舎の屋上から生徒[注釈 7]が黄色いハンカチを振って迎えることが恒例行事となっている。この行事は「黄色いハンカチ」と呼ばれ、1990年代から現在まで途切れることなく行われている[35][36]。

## 出身者
- 安倍理津子（歌手、「安倍律子」・「安倍里葎子」の芸名でも活動、旧陵雲中出身）
- 上草義輝（元衆議院議員、旧一条中出身）
- 岡部恒治（数学者、埼玉大学名誉教授、旧一条中出身）
- 勝浦修（将棋棋士、旧陵雲中出身）[37]
- 菊地昌実（フランス文学者、比較文学者、北海道大学名誉教授、旧一条中出身）
- 小菅正夫（元旭山動物園園長、旧陵雲中出身）
- 佐々木一樹（ヴァイオリニスト、旧一条中出身）
- 西村六善（外交官。元外務省欧亜局長、元OECD政府代表部・駐メキシコ・地球環境問題担当各特命全権大使。旧一条中出身）
- 広田レオナ（女優）
- 八木アリサ（モデル）
- 屋敷伸之（将棋棋士）
- 若松尚輝（プロ野球選手・横浜DeNAベイスターズ所属）[38]